# Marmorierter Kleinspanner
Der Marmorierte Kleinspanner (Scopula immorata), auch Sandgrauer Heide-Kleinspanner oder Sandgrauer Grasheiden-Kleinspanner genannt, ist ein Schmetterling (Nachtfalter) aus der Familie der Spanner (Geometridae).

## Merkmale
Die Falter erreichen eine Flügelspannweite von 23 bis 27 Millimeter (Männchen) bzw. 22 bis 26 Millimeter (Weibchen). Die zweite Generation ist mit 19 bis 25 Millimeter kleiner.
Die Grundfarbe variiert von weißlich, gelblich bis zu grau. Die Zeichnungselemente sind dagegen unterschiedlich braun. Die Grundfarbe ist abhängig von der Temperatur und der Feuchtigkeit während der Puppenentwicklung. Tiere, die sich unter kalten Bedingungen verpuppten, ergaben fast rein graue Falter. Dagegen ergeben unter wärmeren Bedingungen gehaltene Tiere Falter mit gelblicher Grundfarbe. Die Zeichnungselemente bestehen aus gezackten Querlinien, die sich nur bei kontrastreichen Tieren einigermaßen als innere Querlinie, Mittelbinde und äußere Querlinie anzusprechen sind. Bei vielen Exemplare sind die Querlinien jedoch so unregelmäßig, dass sie den Faltern zusammen mit den grauen Zeichnungselementen ein „marmoriertes“ Aussehen verleihen. Davon ist sicher auch der Artname immorata abgeleitet. Bei manchen Tieren sind diese Linien auch heller gerahmt. Falter, bei denen Grundfarbe und Farbe der Zeichnungselemente fast übereinstimmen sind fast einheitlich braun oder grau gefärbt. Die Querlinien sind dann nur noch die helleren Rahmungen der Linien etwas angedeutet. Die Wellenlinie kann durch graue Dreiecksflecken oder auch durch nicht zusammenhängende Flecken markiert sein. Die Saumlinie ist braun, die Fransen sind häufig abwechselnd hell und dunkel gefärbt. Diskalflecke fehlen auf den Vorderflügeln generell, können aber auf den Hinterflügeln vorhanden sein, meist sind diese jedoch klein und unscheinbar.
Das Ei ist unregelmäßig zylindrisch geformt mit abgestumpftem Ende. Es ist zunächst hell grün, dann hellgelb und wird kurz vor dem Schlüpfen der Eiraupen rot gefleckt. Die Außenseite ist mit 20 Längsrippen bedeckt, die sich mit wenigen Querrippen kreuzen.
Die Raupe ist verhältnismäßig schlank und lang. Sie ist weißlich gelb oder auch graubraun gefärbt. Die schmale dunkle Rückenlinie wird von zwei roten Linien gesäumt, von denen die innere Linie zum Hinterende zu schwarz wird. Die schmalen oder auch breiten Seitenstreifen sind rotbraun.
Die Puppe ist relativ schlank. Sie misst neun bis 10,5 Millimeter in der Länge und etwa 2,5 bis drei Millimeter im Durchmesser. Sie ist hell- bis rotbraun gefärbt und weist schwärzliche oder zumindest dunklere Flügelscheiden auf. Der relativ große Kremaster ist doppelt so lang wie an der Basis breit. In Lateralansicht läuft er eher spitz zu. Seitlich ist er mit zwei längeren, gekrümmten Borsten und terminal mit vier kürzeren, gekrümmten Borsten besetzt.

## Geographische Verbreitung und Habitat
Der Marmorierte Kleinspanner hat ein sehr großes Verbreitungsgebiet, das von der Iberischen Halbinsel im Westen, über Mittel-, Nord- und Osteuropa, Kleinasien, Zentralasien bis in den Fernen Osten reicht. Allerdings sind viele Vorkommen isoliert und unzusammenhängend. Die Art ist daher eher selten und nur lokal etwas häufiger.
Die wenigen fleckenhaften Vorkommen auf der Iberischen Halbinsel werden zur Unterart Scopula immorata duercki gerechnet, die Vorkommen auf dem südlichen Balkan (Südrumänien, Bulgarien, Mazedonien und Albanien) sowie im Norden der Türkei und im Kaukasusgebiet werden dagegen als Unterart Scopula immorata riloensis Züllich, 1936 von der nominotypischen Unterart abgetrennt.
Die Art kommt in warmen, trockenen, aber auch feuchten Habitaten vor. Sie bevorzugt unkultiviertes Land, blütenreiche Magerwiesen, Halbtrockenrasen, Heidelandschaften, Steppen, Waldrändern, Lichtungen und Schneisen. Aber auch in Gärten, alten Streuobstwiesen, Sand- und Kiesgruben wurde die Art beobachtet. In der Vertikalen kommt sie von der Ebene bis in etwa 1200 Meter, in Südeuropa bis 2400 Meter und in der Osttürkei und dem Nordiran bis 3000 Meter vor. Hier fehlt die Art allerdings in tieferen Lagen ganz.

## Phänologie und Lebensweise
Die Art ist gewöhnlich bivoltin; d. h., es werden zwei Generationen pro Jahr gebildet. Im Norden des Verbreitungsgebietes und in höheren Lagen wird dagegen nur eine Generation gebildet. Im ersten Fall fliegen die Falter von Mitte Mai bis Anfang Juli und von Ende Juli bis Ende August. In besonders günstigen Regionen erscheinen die Falter auch schon Ende April. Wird nur eine Generation gebildet, erscheinen die Falter Mitte Juni und fliegen bis Ende Juli. Die Falter fliegen gelegentlich auch am Tage, ruhen jedoch meist in der Vegetation, können aber leicht aufgescheucht werden. Die Hauptaktivität ist kurz nach Sonnenaufgang und kurz nach Sonnenuntergang. Blütenbesuch wurde bisher nur an Breitblättrigem Thymian (Thymus pulegioides) beobachtet. Sie werden von künstlichen Lichtquellen angezogen.
Die Eier werden an die Raupennahrungspflanzen abgelegt. Beobachtet wurde dies an Fieder-Zwenke (Brachypodium pinnatum). Raupen wurden gefunden an: Breitblättrigem Thymian (Thymus pulegioides), Oregano (Origanum vulgare), Artemisia (Artemisia), Besenheide (Calluna vulgaris), Habichtskräutern(Hieracium), Gewöhnlicher Pechnelke (Lychnis viscaria), Breitwegerich (Plantago major), Gartengeißblatt (Lonicera caprifolium), Vogelknöterichen (Polygonum), Heidekräuter (Erica), Sand-Thymian (Thymus serpyllum), Gemeiner Schafgarbe (Achillea millefolium) und Gewöhnlichem Löwenzahn (Taraxacum officinale). Sie fressen in erster Linie jedoch welkes Pflanzenmaterial. Wir die Raupe gestört nimmt sie eine eigentümliche Form ein, die an ein Fragezeichen erinnert. Die Raupe überwintert und verpuppt sich im Frühjahr.

## Systematik
Die Art wurde 1758 von Carl von Linné unter dem Namen Phalaena Geometra immorata erstmals wissenschaftlich beschrieben. Später wurde sie noch unter den Namen Phalaena contaminata Scopoli, 1763, Phalaena graminata Hufnagel, 1767, Phalaena festucaria Brahm, 1791, Phalaena fuscata Fabricius, 1794 und Acidalia serenata Turati, 1905 beschrieben, die alle jüngere Synonyme sind. Acidalia immorata L. var. riloensis Züllich, 1936 und Scopula immorata duercki Sheljuzhko, 1955 werden heute als Unterarten akzeptiert.

## Gefährdung
Die Art ist deutschlandweit gesehen nicht gefährdet. Allerdings sieht die Gefährdung in einzelnen Bundesländer anders aus. In Sachsen und Niedersachsen wird sie in die Kategorie 2 (stark gefährdet) eingestuft, in Nordrhein-Westfalen ist sie vom Aussterben bedroht.